# Рас, Морис
Морис Рас (нидерл. Maurice Raes; 17 января 1907, коммуна Дестелберген, провинция Восточная Фландрия, Бельгия — 23 февраля 1992,  Гент, Бельгия) — бельгийский профессиональный шоссейный велогонщик в 1927—1939 годах. Победитель  однодневных велогонок: Льеж — Бастонь — Льеж (1927), Чемпионат Фландрии (1929).

## Достижения
1927
1-й Льеж — Бастонь — Льеж
1928
2-й Льеж — Бастонь — Льеж
1929
1-й Чемпионат Фландрии
3-й Льеж — Бастонь — Льеж
1932
2-й 1-meiprijs - Ere-Prijs Vic De Bruyne
1933
1-й 1-meiprijs - Ere-Prijs Vic De Bruyne
1937
2-й Чемпионат Бельгии — Групповая гонка
1938
3-й Париж — Валансьен
3-й 1-meiprijs - Ere-Prijs Vic De Bruyne
1939
1-й Париж — Валансьен